# Зелёная Сопка
Зелёная Сопка — деревня в Целинном муниципальном округе Курганской области России.

## Климат
Климат характеризуется как резко континентальный, с холодной продолжительной малоснежной зимой и жарким сухим летом. Средняя продолжительность безморозного периода составляет 113 дней. Среднегодовое количество атмосферных осадков — 397мм.

## История
До 1917 года входила в состав Усть-Уйской волости Челябинского уезда Оренбургской губернии. По данным на 1926 год посёлок Голая Сопка состоял из 14 хозяйств. В административном отношении входил в состав Дулинского сельсовета Усть-Уйского района Челябинского округа Уральской области.

## Население
| 1989 | 2002 | 2010 |
| ---- | ---- | ---- |
| 145  | ↗180 | ↘149 |

По данным переписи 1926 года в посёлке проживало 62 человека (28 мужчин и 34 женщины), в том числе: немцы составляли 100 % населения.